# Philip (Dakota del Sud)
Philip és una població dels Estats Units a l'estat de Dakota del Sud. Segons el cens del 2000 tenia 885 habitants.

## Demografia
Segons el cens del 2000, Philip tenia 885 habitants, 367 habitatges, i 226 famílies. La densitat de població era de 589,1 habitants per km².
Dels 367 habitatges en un 29,2% hi vivien nens de menys de 18 anys, en un 54% hi vivien parelles casades, en un 5,4% dones solteres, i en un 38,4% no eren unitats familiars. En el 34,1% dels habitatges hi vivien persones soles el 18,5% de les quals corresponia a persones de 65 anys o més que vivien soles. El nombre mitjà de persones vivint en cada habitatge era de 2,28 i el nombre mitjà de persones que vivien en cada família era de 2,99.
Per edats la població es repartia de la següent manera: un 23,1% tenia menys de 18 anys, un 8,6% entre 18 i 24, un 24,5% entre 25 i 44, un 20% de 45 a 60 i un 23,8% 65 anys o més.
L'edat mediana era de 42 anys. Per cada 100 dones de 18 o més anys hi havia 84,6 homes.
La renda mediana per habitatge era de 31.103 $ i la renda mediana per família de 43.929 $. Els homes tenien una renda mediana de 28.438 $ mentre que les dones 18.977 $. La renda per capita de la població era de 17.243 $. Entorn del 8,3% de les famílies i l'11% de la població estaven per davall del llindar de pobresa.

## Poblacions més properes
El següent diagrama mostra les poblacions més properes.